# Koraalvissen

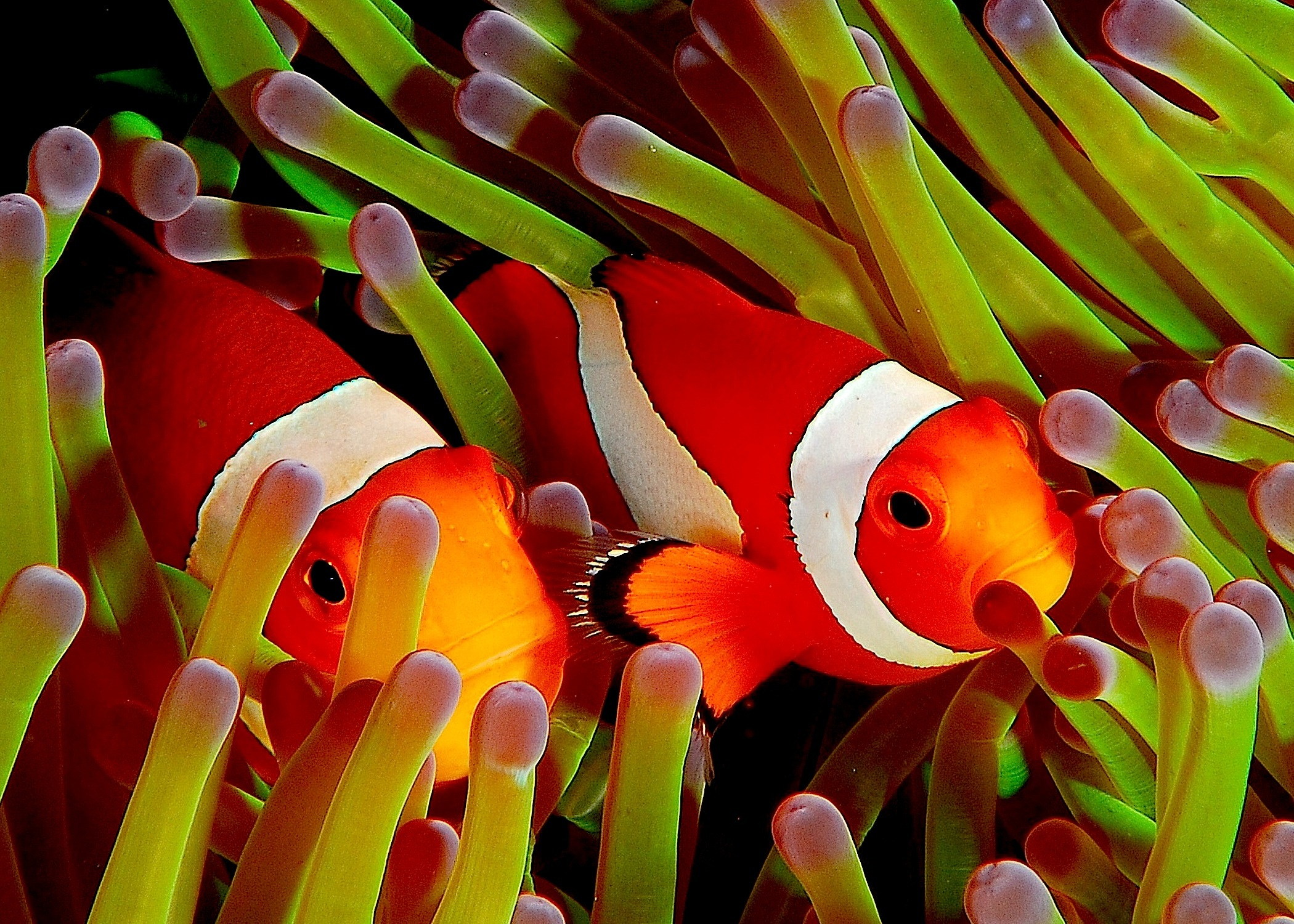
Clownsvissen uit het geslacht Amphiprion.

Koraalvis is een informele term voor veelal fraai gekleurde vissen die bij koralen en zeeanemonen leven. Het kan gaan om soorten uit veel verschillende families. De meeste soorten zijn vrij klein, zoals de drieband anemoonvis, en dus kwetsbaar. Door de felle kleuren met vele plakkaatkleuren vallen ze op in het rif, wat als nadeel heeft dat ze goed zichtbaar zijn voor predatoren. In koraalformaties kunnen ze snel in holen, gaten en spleten wegduiken. 
De kleuren van koraalvissen dienen niet om vijanden af te schrikken maar houden een waarschuwing in voor soortgenoten. Jonge vissen zijn nog geen voedselconcurrent van hun ouders. Om te voorkomen dat ze verjaagd worden door hun eigen ouders, hebben sommige soorten in hun jeugd een afwijkend kleurkleed. Dit is zeer goed te zien bij de Pomacanthus imperator. Koraalvissen zijn vaak sterk territoriaal, en dulden geen andere vissen binnen hun grondgebied. Vaak zijn dit opzichtig gekleurde en solitair rondzwemmende vissen zoals de keizersvissen en koraalvlinders. Sommige van deze vissen maken daarbij ook grommende of knakkende geluiden.
Op koraalriffen treft men ook poetsvissen aan; vissen die bestemd zijn om andere vissen van parasieten te ontdoen. In spleten en holen van het koraal bevinden zich murenen, die vooral in de schemering en nacht op roof uitgaan.

## Enkele soorten
Bekende vissoorten die men boven het koraalrif aantreft zijn:
- scholen vlaggenbaarsjes (Anthias squamipinnis)
- anemoonvissen
- papegaaivissen
- koraalvlinders (waaronder Chaetodon semilarvatus)
- rode koraalbaars (Cephalopholis miniatus)
- snappers (waaronder Kasmira snapper)
- doktersvissen (zoals Acanthurus sohal)
- juffertjesvissen (waaronder Dascyllus aruanus en Chromis chromis)
- wimpelvissen (waaronder Heniochus intermedius)